# 思科IOS
Cisco IOS，最早稱為互联网操作系统（英語：Internetwork Operating System，简称IOS）是思科公司（Cisco System）为其网络设备开发的操作维护系统。使用者可以透過命令行界面對網路設備進行功能設置，提供的功能大致為以下幾點：
1. 網路設備及連接埠的功能參數設定
2. 設定、執行網路協定與網路功能
3. 設備之間資料傳輸
4. 安全管理設定

1. ↑  .   [November 1, 2022]. （原始内容存档于October 26, 2022）.